# Józef Kaczkowski (samorządowiec)
Józef Kaczkowski (ur. 17 kwietnia 1892 w Pajęcznie pod Radomskiem, zm. 17 marca 1954 we Wrocławiu) – radny, a później prezydent Dąbrowy Górniczej, prezydent Sosnowca, poseł na Sejm IV kadencji, pedagog, działacz polityczny, literat. 

## Życiorys
Był synem rolnika Franciszka i Marii z Dobrskich. Uczęszczał do gimnazjum w Płocku, egzamin dojrzałości zdał w 1913 w trybie eksternistycznym we Lwowie; przez pewien czas był słuchaczem Szkoły Politechnicznej we Lwowie, by jeszcze w 1913 podjąć studia na Uniwersytecie Jagiellońskim. Po przerwie w studiach (w latach I wojny światowej) w 1921 uzyskał dyplom Wydziału Filozoficznego UJ, a rok później – dyplom nauczyciela szkół średnich. Był dyrektorem gimnazjum w Sosnowcu. Działał w organizacjach „Promień”, „Życie Stowarzyszenia Postępowej Młodzieży Akademickiej” oraz Polska Organizacja Wojskowa. Działacz BBWR (w latach 1935–1938 poseł na Sejm, członek sejmowej Komisji Administracyjno-Samorządowej, Komisji Oświatowej i Komisji Spraw Zagranicznych), a później Stronnictwa Demokratycznego. 
Wojnę spędził pod Skierniewicami, gdzie niezależnie od pracy w spółdzielni rolniczej zajmował się tajnym nauczaniem. W 1945 należał do organizatorów szkolnictwa w Brzegu, był dyrektorem tamtejszego gimnazjum i liceum, w latach 1949–1951 dyrektorem administracyjnym (i wykładowcą) Państwowego Ośrodka Szkolenia Handlowego Państwowych Domów Towarowych we Wrocławiu, a od 1952 naczelnikiem Wydziału Administracyjnego, Finansowego i Gospodarczego Zakładu Doskonalenia Rzemiosła we Wrocławiu. W Brzegu udzielał się jako samorządowiec, pełniąc mandat radnego i przewodnicząc komisji finansowej Miejskiej Rady Narodowej.
Kaczkowski był autorem szeregu artykułów z zakresu wychowania młodzieży, szkolnictwa, polityki, ogłaszanych m.in. w „Gońcu Częstochowskim”, „Głosie Nauczycielskim”, „Nowej Reformie”, „Iskrze”, „Expresie Zagłębia”. Napisał też dwa utwory dramatyczne (Dla Ojczyzny, 1917 i Pierścień, 1922). Przyjaźnił się z Juliuszem Kadenem-Bandrowskim.
Z małżeństwa w Zofią z Gruszczyńskich miał syna Andrzeja.

## Ordery i odznaczenia
- Krzyż Niepodległości (9 października 1933)[1]
- Krzyż Kawalerski Orderu Odrodzenia Polski (9 listopada 1931)[2]